# Davutbeyli, Gerede
Davutbeyli là một xã thuộc huyện Gerede, tỉnh Bolu, Thổ Nhĩ Kỳ. Dân số thời điểm năm 2010 là 70 người.